# Хеџинг
Хеџинг се односи на активности заштите од ризика. Хеџ је инвестициона позиција намењена надокнади потенцијалних губитака или добитака који могу настати услед пратеће инвестиције. Заштита се може конструисати од многих врста финансијских инструмената, укључујући акције, фондове којима се тргује на берзи, осигурање, терминске уговоре, свопове, опције, коцкање,  многе врсте производа ван берзе и деривата и фјучерс уговоре .
Јавна тржишта фјучерса су успостављена у 19. веку да би се омогућило транспарентно, стандардизовано и ефикасно хеџинг цена пољопривредних производа ; од тада су се проширили и укључили фјучерс уговоре за заштиту вредности енергије, племенитих метала, стране валуте и флуктуација каматних стопа . 

## Етимологија
Хеџинг је пракса заузимања позиције на једном тржишту ради компензације и равнотеже према ризику усвојеном преузимањем позиције на супротном или супротстављеном тржишту или инвестицији. Реч жива ограда потиче од староенглеског хецг, првобитно било која ограда, жива или вештачка. Прва позната употреба речи као глагола који значи 'избећи, избегавати' датира из 1590-их; оно о 'осигурању од губитка', као у опклади, потиче из 1670-их.

## Заштита цијена пољопривредних производа
Типичан хеџер може бити комерцијални фармер. Тржишне вредности пшенице и других усева константно флуктуирају како понуда и потражња за њима варирају, уз повремене велике помаке у оба смера. На основу тренутних цена и нивоа прогнозе у време жетве, пољопривредник може одлучити да је садња пшенице добра идеја једне сезоне, али цена пшенице може да се промени током времена. Када фармер посади пшеницу, посвећен је томе током целе вегетационе сезоне. Ако стварна цена пшенице знатно порасте између садње и жетве, пољопривредник може да заради много неочекиваног новца, али ако стварна цена падне до времена жетве, изгубиће уложени новац.
Због неизвесности будућих флуктуација понуде и тражње, и ценовног ризика наметнутог пољопривреднику, пољопривредник у овом примеру може користити различите финансијске трансакције да смањи или заштити свој ризик. Једна таква трансакција је коришћење терминауговори. Термински уговори су међусобни споразуми о испоруци одређене количине робе на одређени датум по одређеној цени и сваки уговор је јединствен за купца и продавца. За овај пример, пољопривредник може да прода одређени број терминских уговора који су еквивалентни количини пшенице коју очекује да ће пожњети и у суштини закључати тренутну цену пшенице. По истеку терминских уговора, пољопривредник ће пожњети пшеницу и испоручити је купцу по цени договореној у терминском уговору. Дакле, пољопривредник је смањио ризик од колебања на тржишту пшенице јер је већ гарантовао одређени број бушела за одређену цену. Међутим, и даље постоји много ризика повезаних са овом врстом заштите. На пример, ако пољопривредник има годину ниског приноса и бере мање од износа наведеног у терминским уговорима, он мора купити бушеле на другом месту да би испунио уговор. Ово постаје још већи проблем када нижи приноси утичу на целу индустрију пшенице и када цена пшенице расте услед притисака понуде и потражње. Такође, док је пољопривредник заштитио све ризике смањења цене закључавањем цене терминским уговором, он се такође одриче права на бенефиције повећања цене. Други ризик повезан са терминским уговором је ризик неиспуњавања обавеза или поновног преговарања. Термински уговор закључава одређени износ и цену на одређени будући датум. Због тога, будући уговори су још један начин на који наш фармер може заштитити свој ризик без неколико ризика које носе термински уговори. Будући уговори су слични терминским уговорима, осим што су стандардизованији (тј. сваки уговор има исту количину и датум за све). Овим уговорима се тргује на берзи и гарантују се преко клириншких кућа. Клириншке куће осигуравају да се сваки уговор поштује и заузимају супротну страну сваког уговора. Будући уговори су обично ликвиднији од терминских уговора и крећу се са тржиштем. Због тога, пољопривредник може минимизирати ризик са којим се суочава у будућности кроз продају будућих уговора. Будући уговори се такође разликују од терминских уговора по томе што се испорука никада не дешава. Берзе и клириншке куће дозвољавају купцу или продавцу да прерано напусти уговор и уновчи. Дакле, везујући се за фармера који продаје своју пшеницу у будућности, он ће продати кратке фјучерс уговоре за износ који предвиђа да ће пожњети да би се заштитио од пада цена. Тренутна (спот) цена пшенице и цена фјучерс уговора за пшеницу се приближавају како се време приближава датуму испоруке, тако да би зарадили новац на хеџингу, пољопривредник мора затворити своју позицију раније од тада. У случају да се цене у будућности смање, пољопривредник ће остварити профит на својој краткој позицији на фјучерс тржишту, чиме се надокнађује било какво смањење прихода са спот тржишта пшенице. С друге стране, ако цене порасту, пољопривредник ће остварити губитак на фјучерс тржишту који се компензује повећањем прихода на спот тржишту пшенице. Уместо да пристане да прода своју пшеницу једној особи на одређени датум, фармер ће само купити и продати фјучерсе на размени, а затим продати своју пшеницу где год жели када је пожње. С друге стране, ако цене порасту, пољопривредник ће остварити губитак на фјучерс тржишту који се компензује повећањем прихода на спот тржишту пшенице. Уместо да пристане да прода своју пшеницу једној особи на одређени датум, фармер ће само купити и продати фјучерсе на размени, а затим продати своју пшеницу где год жели када је пожње. С друге стране, ако цене порасту, пољопривредник ће остварити губитак на фјучерс тржишту који се компензује повећањем прихода на спот тржишту пшенице. Уместо да пристане да прода своју пшеницу једној особи на одређени датум, фармер ће само купити и продати фјучерсе на размени, а затим продати своју пшеницу где год жели када је пожње.

## Заштита цијене акција
Уобичајена техника хеџинга која се користи у финансијској индустрији је техника дугог/кратког капитала .
Трговац акцијама верује да ће цена акција компаније А порасти током следећег месеца, због новог и ефикасног метода компаније за производњу виџета. Они желе да купе акције компаније А како би профитирали од очекиваног повећања цене, јер верују да су акције тренутно подцијењене. Али компанија А је део веома нестабилне индустрије виџета. Дакле, постоји ризик од будућег догађаја који утиче на цене акција у целој индустрији, укључујући акције компаније А заједно са свим другим компанијама.
Пошто је трговац заинтересован за конкретну компанију, а не за целу индустрију, они желе да се заштите од ризика у вези са индустријом тако што ће на кратко продати једнаку вредност акција директног, али слабијег конкурента компаније А, компаније Б.
Портфолио трговца првог дана је:
Дугих 1.000 акција компаније А по 1 долар
Схорт 500 акција Компаније Б по $2 свака
Трговац је продао у кратком року исту вредност акција (вредност, број акција × цена, је 1000 долара у оба случаја).
Ако је трговац био у могућности да прода краткорочно средство чија је цена имала математички дефинисан однос са ценом акција компаније А (на пример, пут опција на акције компаније А), трговина би могла бити у суштини безризична. У овом случају, ризик би био ограничен на премију пут опције.
Другог дана се објављује повољна вест о индустрији виџета и вредност свих залиха видгета расте. Компанија А, међутим, због тога што је јача компанија, расте за 10%, док компанија Б расте за само 5%:
Дугих 1.000 акција компаније А по 1,10 долара свака: добитак од 100 долара
Кратко 500 акција компаније Б по 2,10 долара свака: губитак од 50 долара (у краткој позицији, инвеститор губи новац када цена расте)
Трговац би могао пожалити због заштите другог дана, пошто је смањио профит на позицији Компаније А. Али трећег дана се објављује неповољна вест о здравственим ефектима виџета и све акције видгета падају: 50% се брише са вредности индустрије виџета у току неколико сати. Ипак, пошто је компанија А боља компанија, мање пати од компаније Б:
Вредност дуге позиције (Компанија А):
Дан 1: 1000 долара
Дан 2: 1100 долара
Дан 3: $550 => ($1,000 − $550) = $450 губитак
Вредност кратке позиције (Компанија Б):
Дан 1: −1.000 долара
Дан 2: −1050 долара
Дан 3: -$525 => ($1,000 - $525) = $475 профит
Без хеџинга, трговац би изгубио 450 долара. Али хеџ – кратка продаја компаније Б – доноси профит од 25 долара током драматичног колапса тржишта.

## Хеџинг акција/фјучерса
Увођење фјучерса на индексе на берзи обезбедило је други начин заштите од ризика једне акције продајом у кратком року на тржишту, за разлику од друге појединачне или селекције акција. Фјучерси су генерално веома заменљиви и покривају широк спектар потенцијалних инвестиција, што их чини лакшим за коришћење од покушаја проналажења друге акције која на неки начин представља супротност одабраној инвестицији. Фјучерс хеџинг се широко користи као део традиционалног дуга/кратка игра.

## Заштита акција запослених
Опције на акције запослених (ЕСО) су хартије од вредности које компанија издаје углавном сопственим руководиоцима и запосленима. Ове хартије од вредности су променљивије од акција. Ефикасан начин да се смањи ЕСО ризик је продаја позива којима се тргује на берзи и, у мањој мери, за куповину путова. Компаније обесхрабрују хеџинг ЕСО-а, али не постоји забрана против тога.

## Заштита потрошње горива
Авио-компаније користе фјучерс уговоре и деривате да би заштитиле своју изложеност цени млазног горива. Они знају да морају да купују гориво за авионе све док желе да остану у послу, а цене горива су ноторно нестабилне. Користећи фјучерс уговоре о сировој нафти за заштиту својих потреба за горивом (и ангажовањем у сличним, али сложенијим трансакцијама деривата), Соутхвест Аирлинес је био у могућности да уштеди велику количину новца при куповини горива у поређењу са конкурентским авио-компанијама када су цене горива у САД драматично порасле након рата у Ираку 2003. и урагана Катрина .

## Врсте хеџинга
Хеџинг се може користити на много различитих начина укључујући трговину девизама. Пример акција изнад је „класична“ врста заштите, позната у индустрији као трговина паровима због трговине паром повезаних хартија од вредности. Како су инвеститори постајали све софистициранији, заједно са математичким алатима који се користе за израчунавање вредности (познати као модели), врсте заштите су се увелико повећале.
Примери заштите укључују: 
1. Термински уговор о размени валута
2. Робни будући уговори за заштиту физичких позиција
3. Валутни будући уговори
4. Операције тржишта новца за валуте
5. Термински уговор о размени за камату
6. Операције тржишта новца за камату
7. Будући уговори за камату
8. Покривени позиви на акције
9. Схорт Страддлес на акције или индексе
10. Опкладе на изборе или спортске догађаје [6]

## Стратегије хеџинга
Стратегија хеџинга се обично односи на општу политику управљања ризиком финансијске и физички трговачке фирме како да минимизира своје ризике. Као што термин хеџинг указује, ово ублажавање ризика се обично врши коришћењем финансијских инструмената, али стратегија заштите коју користе трговци робом као што су велике енергетске компаније, обично се односи на пословни модел (укључујући и финансијске и физичке послове).
Да бисте показали разлику између ових стратегија, размотрите измишљену компанију БлацкИсГреен Лтд која тргује угљем тако што купује ову робу на велетржници и продаје је домаћинствима углавном зими.

## Хеџинг узастопно
Бацк-то-бацк (Б2Б) је стратегија у којој се свака отворена позиција одмах затвара, нпр. куповином одговарајуће робе на спот тржишту. Ова техника се често примењује на тржишту роба када се цена купаца директно израчунава из видљивих унапред цена енергије на месту регистрације купаца. 
Ако БлацкИсГреен одлучи да има Б2Б-стратегију, купили би тачну количину угља у тренутку када муштерија из домаћинства дође у њихову радњу и потпише уговор. Ова стратегија минимизира многе робне ризике, али има недостатак што има велики обим и ризик ликвидности, пошто БлацкИсГреен не зна да ли може пронаћи довољно угља на велепродајном тржишту да задовољи потребе домаћинстава.

## Тракер хеџинг
Тракер хеџинг је приступ пре куповине, где се отворена позиција смањује што се ближе датум доспећа .
Ако БлацкИсГреен зна да већина потрошача тражи угаљ зими да би загрејали своју кућу, стратегија коју води трагач би сада значила да БлацкИсГреен купује нпр. половину очекиване количине угља лети, другу четвртину у јесен и преосталу количину зими. Што се зима ближи, временске прогнозе су боље, а самим тим и процена колико ће угља тражити домаћинства наредне зиме.
На цену малопродајних купаца ће утицати дугорочни трендови велепродајних цена. Одређени коридор хеџинга око унапред дефинисане криве праћења је дозвољен и део отворених позиција се смањује како се датум доспећа приближава.

## Уклањање ризика
Поништавање ризика значи истовремену куповину кол опције и продају пут опције. Ово има ефекат симулације дуговања на берзи или позицији робе.

## Категорије ризика од хеџирања
Постоје различите врсте финансијског ризика од којих се може заштитити хеџингом. Ове врсте ризика укључују:
1. Робни ризик : ризик који произилази из потенцијалних кретања вредности робних уговора, који укључују пољопривредне производе, метале и енергенте. [8] [9] [10] Предузећа [9] изложена на „страни набавке“ ланца вредности, захтевају заштиту од растућих цена робе, где се оне не могу „пренети на купца“; на страни продаје, компаније гледају у правцу заштите од пада цена. И једни и други ће се заштитити коришћењем [11] робних деривата тамо где су доступни.
2. Кредитни ризик : ризик да дужник неће платити дуг. Пошто је кредитни ризик природан посао банака, али нежељени ризик за комерцијалне трговце, развило се рано тржиште између банака и трговаца које је укључивало продају обавеза по дисконтној стопи. Савремена пракса у комерцијалним окружењима је куповина осигурања трговачког кредита ; у (инвестиционом) банкарском контексту, ови ризици се могу заштитити путем кредитних деривата. У последњем, аналитичари користе моделе као што су Јарров–Турнбулл и Мертон да би проценили вероватноћу неизвршења обавеза, и/или (у целом портфељу) ће користити прелазну матрицу одКредитни рејтинг обвезница [12] за процену вероватноће и утицаја „кредитне миграције“. [13] Види анализу фиксног прихода .
3. Валутни ризик : ризик да ће промена курса негативно утицати на финансијски инструмент или пословну трансакцију. Заштиту од девизног ризика [14] [15] користе како инвеститори да би одбили ризике са којима се сусрећу када инвестирају у иностранству, тако и нефинансијски актери у глобалној економији за које су мултивалутне активности „неопходно зло“ а не жељено стање изложености.
4. Ризик каматне стопе : [14] [16] ризик да ће се вредност каматоносне обавезе, као што је зајам или обвезница, погоршати услед повећања каматне стопе (видети Вредновање обвезница § Приступ садашњој вредности ). Ризици каматних стопа могу се заштитити коришћењем деривата каматних стопа као што су каматни свопови ; осетљивости се овде мере коришћењем трајања и конвексности за обвезнице, и ДВ01 и трајања кључне стопе уопште. На нивоу портфеља, ризицима се обично управља путем имунизацијеили усклађивање новчаних токова .
5. Ризик капитала : ризик да ће се нечија улагања депресирати због динамике берзе која узрокује губитак новца.
6. Ризик од волатилности : представља претњу коју кретање девизног курса представља за портфолио инвеститора у страној валути.

Ризик обима је ризик да купац тражи више или мање производа од очекиваног.

## Хеџинг капитала и фјучерса на власнички капитал
Капитал у портфељу може се заштитити заузимањем супротне позиције у фјучерсима. Да бисте заштитили ваш избор акција од систематског тржишног ризика, фјучерси су скраћени када се купи капитал, или дуги фјучерси када су акције скраћене .
Један од начина заштите је тржишно неутрални приступ. У овом приступу, еквивалентан износ у доларима у трговини акцијама узима се у фјучерсима – на пример, куповином Водафона у вредности од 10.000 ГБП и скраћењем ФТСЕ фјучерса у вредности од 10.000 (индекс којим Водафоне тргује).
Други начин заштите је бета неутралан. Бета је историјска корелација између акције и индекса. Ако је бета дионица Водафонеа 2, онда би за дугу позицију од 10.000 ГБП у Водафонеу инвеститор могао да се заштити са кратком позицијом еквивалентном 20.000 ГБП у ФТСЕ фјучерсима.
Фјучерс уговори и термински уговори су средства заштите од ризика од неповољних кретања на тржишту. Оне су се првобитно развиле из тржишта робе у 19. веку, али се током последњих педесет година развило велико глобално тржиште производа за заштиту од ризика финансијског тржишта.

## Хеџинг фјучерса
Инвеститори који првенствено тргују фјучерсима могу заштитити своје фјучерсе од синтетичких фјучерса. Синтетика је у овом случају синтетичка будућност која се састоји од цалл и пут позиције. Дуги синтетички фјучерс значи дуги позив и кратки пут по истој цени истека. За заштиту од трговине дугим фјучерсима може се успоставити кратка позиција у синтетици, и обрнуто.
Заштита стека је стратегија која укључује куповину различитих фјучерс уговора који су концентрисани у оближњим месецима испоруке како би се повећала позиција ликвидности. Инвеститори га углавном користе како би осигурали сигурност своје зараде на дужи временски период.